# Dunkleosteus amblyodoratus
A Dunkleosteus amblyodoratus a Placodermi osztályának Arthrodira rendjébe, ezen belül a Dunkleosteidae családjába tartozó faj.

## Tudnivalók
A Dunkleosteus amblyodoratust, néhány kanadai, Kettle Pointból származó, töredékes kövületnek köszönhetően ismerünk. Mint a többi Dunkleosteus-faj, ez az őshal is a késő devon vízeiben élt. Az „amblyodoratus” magyarul „tompa lándzsa”. Neve valószínűleg arra utal, hogy a tarkóján levő csontos lemezek, tompa élű lándzsára emlékeztető képződményt mutatnak. Habár csak töredékes maradványai kerültek elő, a tudósok szerint ez az állat körülbelül 4,1 méter hosszú lehetett.

## Fordítás
- Ez a szócikk részben vagy egészben  a   Dunkleosteus című angol Wikipédia-szócikk ezen változatának fordításán alapul.  Az eredeti cikk szerkesztőit annak laptörténete sorolja fel. Ez a jelzés csupán a megfogalmazás eredetét és a szerzői jogokat jelzi, nem szolgál a cikkben szereplő információk forrásmegjelöléseként.